# Șipote, Galați
Șipote este un sat în comuna Berești-Meria din județul Galați, Moldova, România.